# Тунис на Светском првенству у атлетици на отвореном 2023.
Тунис је учествовао на 19. Светском првенству у атлетици на отвореном 2023. одржаном у Будимпешти од 19. до 27. августа осамнаести пут, односно, учествовао је на свим првенствима до данас осим на 3. првенству одржаном у Токију 1991. године. Репрезентацију Туниса је представљало је 4 атлетичара (3 мушкарца и 1 жена) који су се такмичили у 3 дисциплине (2 мушке и 1 женска). , 
На овом првенству представници Туниса нису освојили ниједну медаљу нити су остварили неки резултат.

## Учесници
| Мушкарци: - Абдесалем Ајоуни — 800 метара - Mohamed Amin Jhinaoui — 3.000 метара препреке - Ахмед Џезири — 3.000 метара препреке | Жене: - Марва Боузајани — 3.000 метара препреке |

## Резултати

### Мушкарци
| Атлетичар             | Дисциплина       | Лични рекорд | Квалификације | Квалификације | Полуфинале           | Полуфинале           | Финале               | Финале       | Детаљи |
| Атлетичар             | Дисциплина       | Лични рекорд | Резултат      | Место         | Резултат             | Место                | Резултат             | Место        | Детаљи |
| --------------------- | ---------------- | ------------ | ------------- | ------------- | -------------------- | -------------------- | -------------------- | ------------ | ------ |
| Абдесалем Ајоуни      | 800 м            | 1:44,99 НР   | 1:46,85       | 5. у гр. 5    | Није се квалификовао | Није се квалификовао | Није се квалификовао | 31 / 60 (61) |        |
| Mohamed Amin Jhinaoui | 3.000 м препреке | 8:12,19      | 8:24,20 КВ    | 3. у гр. 2    |                      |                      | 8:23,08              | 13 / 37      |        |
| Ахмед Џезири          | 3.000 м препреке | 8:15,35      | 8:29,81       | 10. у гр. 2   | Није се квалификовао | 27 / 37              |                      |              |        |

### Жене
| Атлетичарка     | Дисциплина       | Лични рекорд | Квалификације | Квалификације | Финале   | Финале  | Детаљи |
| Атлетичарка     | Дисциплина       | Лични рекорд | Резултат      | Место         | Резултат | Место   | Детаљи |
| --------------- | ---------------- | ------------ | ------------- | ------------- | -------- | ------- | ------ |
| Марва Боузајани | 3.000 м препреке | 9:11,76      | 9:23,07 КВ    | 5. у гр. 1    | 9:15,07  | 10 / 35 |        |